# Jukka Hentunen
Jukka Mika Petteri Hentunen (* 3. května 1974, Joroinen) je bývalý finský lední hokejista, křídelní útočník. S finskou reprezentací získal stříbrnou medaili na olympijských hrách v Turíně roku 2006. Má rovněž dvě stříbrné (2001, 2007) a dvě bronzové medaile (2000, 2006) z mistrovství světa. Má také stříbro ze Světového poháru 2004. Zúčastnil se též MS 2004 (6. místo) a MS 2005 (7. místo). Finskou nejvyšší soutěž (do níž se z nižších soutěží propracoval relativně pozdě, ve 24 letech) hrál za Hämeenlinnan Pallokerho, Jokerit Helsinky a Kalevan Pallo. V ročníku 2009/10 se s 28 góly stal králem střelců finské ligy (Trofej Aarne Honkavaarana). Jednu sezónu strávil v zámoří, v NHL oblékl dres Calgary Flames a Nashville Predators, odehrál zde 38 zápasů. Pět sezón odehrál ve švýcarské nejvyšší soutěži, za kluby Fribourg–Gottéron a HC Lugano. S Luganem se stal švýcarským mistrem v roce 2006. Dva roky hrál v Rusku za Ak Bars Kazaň. Vyhrál s ním KHL roku 2009, v play-off tohoto ročníku vyhrál kanadské bodování a stal se s 9 brankami i nejlepším střelcem. S Kazaní též v roce 2008 získal Kontinentální pohár. V roce 2017 byl uveden do Finské hokejové síně slávy.